# Franz Ludwig Oehmig
Franz Ludwig Oehmig (* 2. November 1829 in Meerane; † 29. Dezember 1902 ebenda) war ein deutscher Unternehmer und konservativer Politiker.

## Leben und Wirken
Der Sohn des Zeug- und Leinweber Franz Ludwig Oehmig († 1885) besuchte in seiner Heimatstadt Meerane die Bürgerschule. Er war als Fabrikant und Kaufmann tätig. Ab 1886 war er Rentier.
Politisch engagierte sich Oehmig von 1867 bis 1868 als Stadtverordneter und anschließend bis 1877 als Stadtrat. Von 1878 bis 1886 war er Stadtverordnetenvorsteher von Meerane und seit 1886 Handelsrichter. Von 1887 bis 1893 vertrat er den 14. städtischen Wahlkreis in der II. Kammer des Sächsischen Landtags.